# Машины создания: Грядущая эра нанотехнологии
Машины создания: Грядущая эра нанотехнологий — книга о нанотехнологии, написанная К. Эриком Дрекслером совместно с Марвином Мински в 1986. Книга была переиздана в 2007 году. Она была переведена на японский, французский, испанский, итальянский, русский и китайский языки.

## Описание книги
В книге рассказывается про нанотехнологии, которые Ричард Фейнман описал в своей речи «Там много места внизу» в 1959 году. Эрик Дрекслер показывает мир, где вся Библиотека Конгресса может поместиться на чипе размером с кусочек сахара и где универсальные ассемблеры, крошечные машины, которые могут строить объекты атом за атомом, могут использоваться для всего, в том числе в качестве медицинских роботов, помогающих очищать капилляры подобно скрубберам, удаляющим загрязняющие вещества из воздуха. В книге Дрекслер впервые вводит термин «серая слизь» и предлагает один из сценариев того, что может произойти, если молекулярная нанотехнология будет использована для создания неконтролируемых самовоспроизводящихся машин. Темы книги также включает в себя модель гипертекста, разработанная проектом Xanadu, и идеи продления жизни. Дрекслер придерживается мальтузианской точки зрения на экспоненциальный рост, описанный в «Пределы роста». Он также пропагандирует защиту от опасностей космоса, утверждая, что, так как Вселенная бесконечна по существу, жизнь может избежать пределов роста, определяемых Землёй. Дрекслер поддерживает форму парадокса Ферми, утверждая, что, так как нет доказательств существования внеземных цивилизаций, «Таким образом на данный момент, и, возможно, навсегда, мы можем строить планы, не заботясь о пределах, установленных другими цивилизациями».

## Институт Сингулярности
В связи с публикацией «Машины создания» Дрекслер основал первое сообщество для подготовки людей к молекулярной нанотехнологии. Дрекслер пошёл на необычный шаг. Он добился от издателя разрешения включить в книгу почтовый ящик Института Сингулярности, организации, которая тогда ещё не существовала.

## Наносистемы (1992)
Книга Дрекслера, «Наносистемы: молекулярные машины, производство и вычисление» (1992) является технической обработкой аналогичных материалов. В ней описываются условия химических, термодинамических и других ограничений, накладываемых на нанотехнологии и производства.

## Машины создания 2.0 (2007)
Обновленная версия книги, Машины создания 2.0, включающая в себя недавние работы и публикации, была опубликована как бесплатная электронная книга 8 февраля 2007 года.

## Критика
Книги и теории, которые Дрекслер описал, оказались предметом дискуссий. Ученые, такие как лауреат Нобелевской премии Ричард Смолли и известный химик Уайтсайдс, высказывали особую критику. Смолли участвовал в открытых дебатах с Дрекслером, критикуя его взгляды, за то, что он переоценивал роль наноассемблера. Другие, такие как футуролог Рэй Курцвейл, который в значительной степени опирается на него в своих публикациях, положительно отнеслись к книге. В своей книге «Сингулярность уже близко», Курцвейл подробно критикует взгляды Смолли по нанотехнологиям.